# Plasma Sword
Plasma Sword: Nightmare of Bilstein (スターグラディエイター2?, Sutāguradieitā Tsū, Star Gladiator 2) è un videogioco arcade pubblicato da Capcom nel 1998. Convertito successivamente per Dreamcast, il gioco è il seguito di Star Gladiator.
Il videogioco è incluso nella raccolta Capcom Fighting Collection 2 per PlayStation 4, Nintendo Switch e personal computer.

## Modalità di gioco
Plasma Sword presenta 22 personaggi. Il gameplay è simile ad altri picchiaduro 3D prodotti da Capcom come Street Fighter EX e Rival Schools: United by Fate.